# Antonio Bottazzi
Antonio Bottazzi (Cremona, 1800 – Cremona, 1870) è stato un pittore italiano attivo nel XIX secolo in Lombardia.
Nato a Cremona, studiò all'Accademia di belle arti di Brera, contemporaneo di Pietro Bignami da Lodi. Dipinse ritratti, soggetti storici e sacri. La sua era una pittura di passaggio dal neoclassicismo al romanticismo. Le opere più note del Bottazzi sono: Gloria della Vergine per la Cattedrale di Lodi; la pala dell'Assunzione della Vergine (1834) per la chiesa parrocchiale di Roncadello; il duello tra Enrico IV, Imperatore del Sacro Romano Impero, e il Gonfaloniere di Cremona, Giovanni Baldesio e affrescò i quattro Evangelisti per la chiesa parrocchiale di Castelleone.